# Neuer Markt (Potsdam)

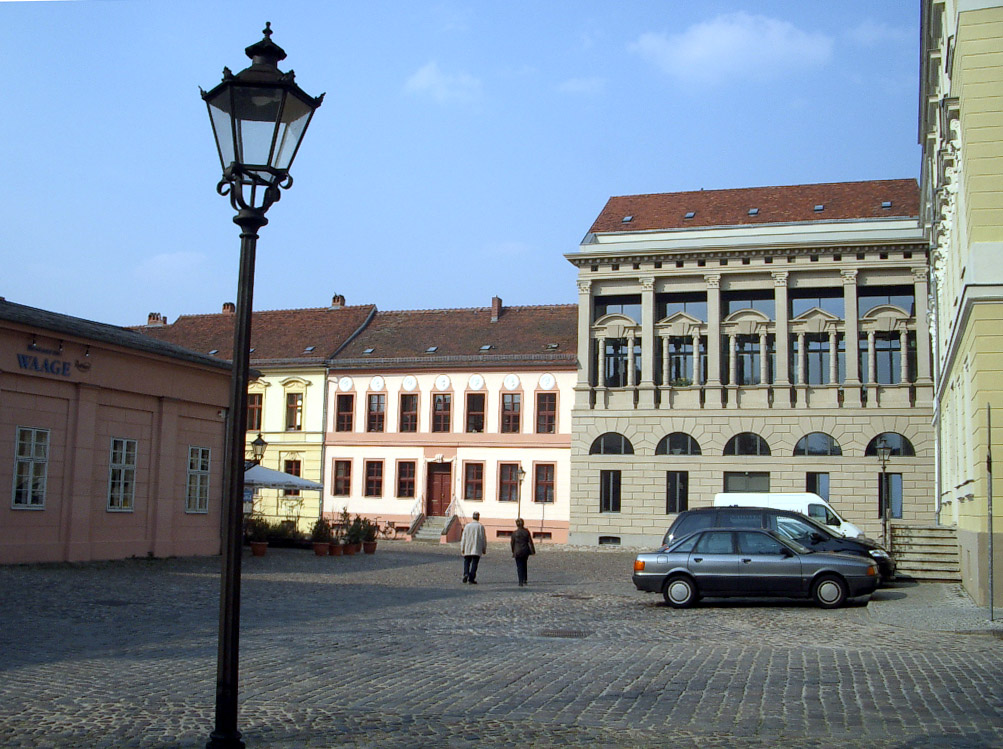
Nordseite des Neuen Marktes

Der Neue Markt ist ein Platz in der Potsdamer Innenstadt, der zu den am besten erhaltenen Barockplätzen in Europa gehört. Er hat eine rechteckige Grundform von ungefähr 50 mal 40 Metern. In der Platzmitte steht das kleine Gebäude der ehemaligen städtischen Ratswaage. Im Gegensatz zum Alten Markt haben die Gebäude eher den Charakter von repräsentativen Bürgerhäusern. Der Platz liegt ruhig und abgeschirmt hinter Häuserreihen.

## Geschichte

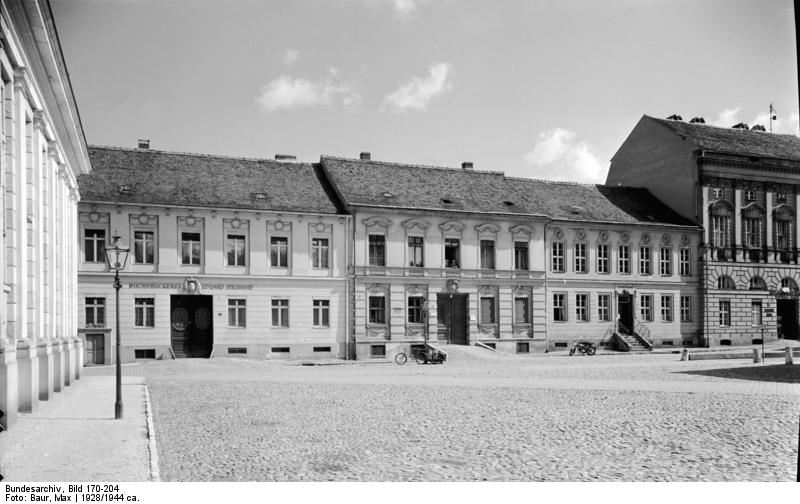
Neuer Markt 1928

Am Neuen Markt wurden ursprünglich bis in das 18. Jahrhundert Pferde ein- und ausgespannt. Ab 1725 schrumpfte der alte Stallplatz durch den Bau mehrerer Häuser auf seine heutige Größe. Unter Friedrich dem Großen entstanden neue Bürgerhäuser. Im späteren Kabinetthaus, Am Neuen Markt 1, wurden der König Friedrich Wilhelm III. und Wilhelm von Humboldt geboren. Durch die Bombardierungen und Kämpfe im Zweiten Weltkrieg wurden zwei Gebäude an der nördlichen Ecke beschädigt und später abgetragen. Die Ratswaage wurde bis Ende der 1970er Jahre für die Lastwagen des VEB Obst und Saft genutzt. Der Neue Markt wurde Ende der 1990er Jahre umfassend saniert und durch ein neues Gebäude Am Neuen Markt 5 wieder geschlossen. Alljährlich findet am Neuen Markt das Rosenfest statt.

## Bauwerke und Institutionen
Der Neue Markt ist heute mit den hier angesiedelten wissenschaftlichen Institutionen ein geisteswissenschaftliches Zentrum Potsdams. Zu den wissenschaftlichen Einrichtungen gehören das Zentrum für Zeithistorische Forschung, das Moses Mendelssohn Zentrum für europäisch-jüdische Studien und das Einstein Forum.
In der Mitte des Platzes steht die ehemalige königliche Malz- und Kornwaage. Die Waage wurde 1735 in einem Fachwerkhaus eingerichtet, die Einkünfte gingen an das königliche Große Militärwaisenhaus. Im Jahr 1836 wurde das jetzige Gebäude errichtet, und 1875 wurde auch die städtische Ratswaage hierher verlegt. Das neuere Gebäude wurde wahrscheinlich von Christian Heinrich Ziller, einem Schüler Karl Friedrich Schinkels, entworfen.
An der Westseite des Neuen Marktes befindet sich der alte Kutschpferdestall mit seiner frühklassizistischen Fassade. Darin befindet sich heute das Brandenburg Museum.
Die Nordseite ist durch die Baukunst der Zeit Friedrichs des Großen geprägt. Bereits 1755 entstand nach Plänen von Johann Gottfried Büring mit dem Bürgerhaus (Neuer Markt 5) ein als repräsentativer Blickpunkt von der Schlossstraße her wirkendes Gebäude, dessen Fassade dem Palazzo Thiene des italienischen Baumeisters Palladio nachgebildet war. Das Gebäude wurde 1945 zerstört und um das Jahr 2000 durch die Architektin Nicola Fortman-Drühe in abgewandelter, den Ursprungsbau zitierender Form wiedererrichtet. Die danebenliegenden zweistöckigen Häuser 6, 7 und 8 wurden 1773 durch Georg Christian Unger errichtet. Sie beherbergen heute das Einstein-Forum, das Moses-Mendelssohn-Zentrum für europäisch-jüdische Studien und die Berlin-Brandenburgische Akademie der Wissenschaften.
An der Ostseite befindet sich das Kabinetthaus, welches 1753 auf Anweisung Friedrichs des Großen zunächst als bürgerliches Wohnhaus errichtet wurde. Ab 1765 diente das mit dem Nachbarhaus Schwertfegerstraße 8 verbundene Gebäude als Residenz des Kronprinzen Friedrich Wilhelm. Hier wurden der spätere König Friedrich Wilhelm III. (1770) und auch Wilhelm von Humboldt (1767) geboren. Das Haus war von 1788 bis 1806 der Sitz für die Königliche Ingenieurakademie der preußischen Armee unter den Generalmajoren Heinrich Otto von Scheel und Bonaventura von Rauch als Direktoren. Im Jahr 1833 kaufte der König das Haus für das königlich-preußische Kabinett; aus dieser Zeit blieb der heutige Name Kabinetthaus erhalten.
In südlicher Richtung grenzt das Filmmuseum Potsdam an den Neuen Markt, welches im ehemaligen Marstall des Stadtschlosses untergebracht ist.

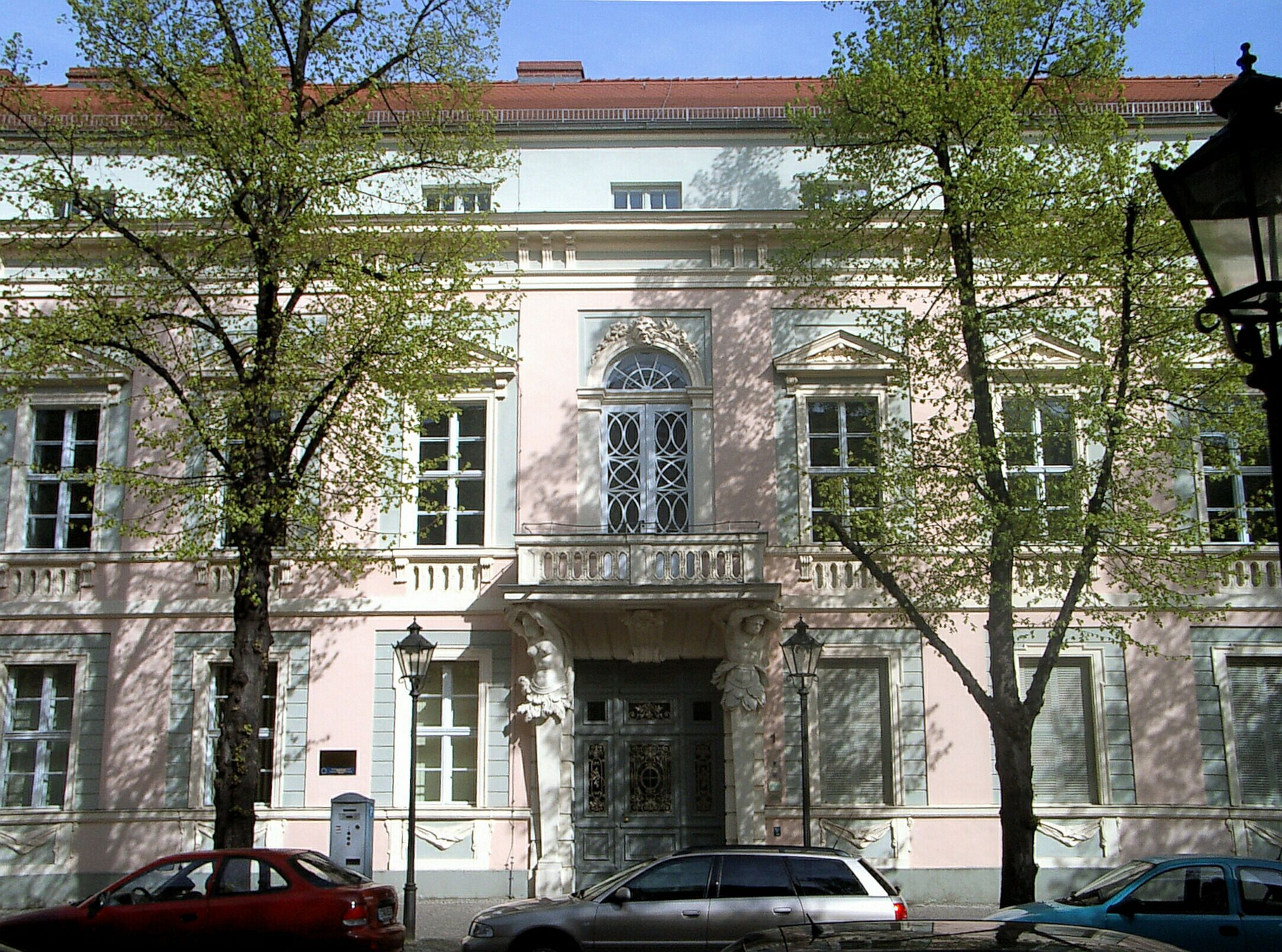
Kabinetthaus, Neuer Markt 1
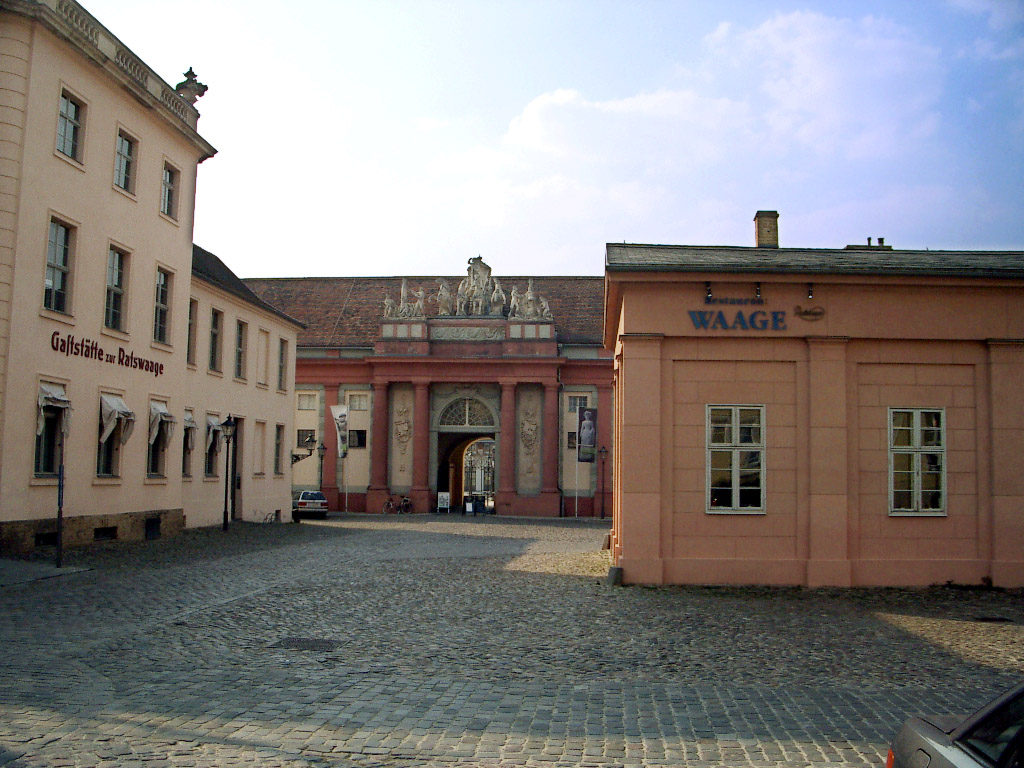
Hinter der Malz- und Kornwaage der alte Kutschpferdestall, Sitz des Hauses der Brandenburgisch-Preußischen Geschichte
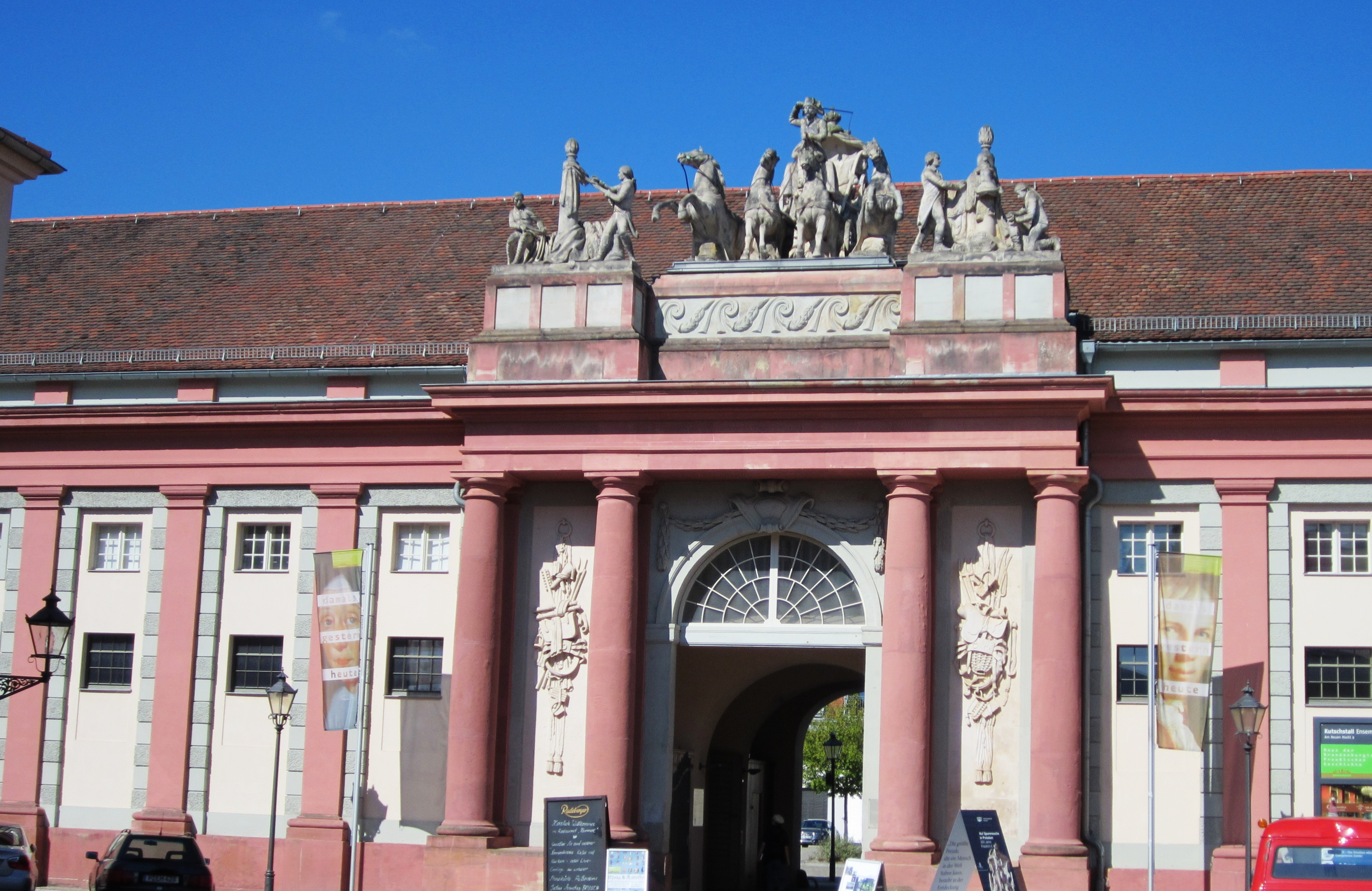
Haus der Brandenburgisch-Preußischen Geschichte
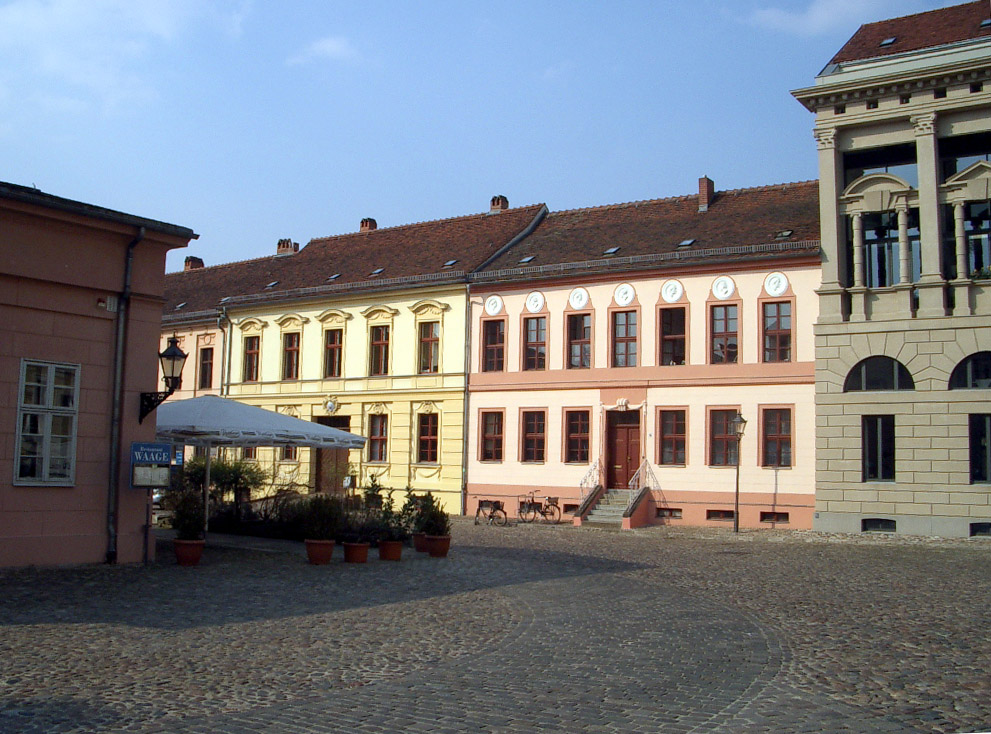
Nordseite, Häuser Neuer Markt 7 bis 5